# Wedge Tomb

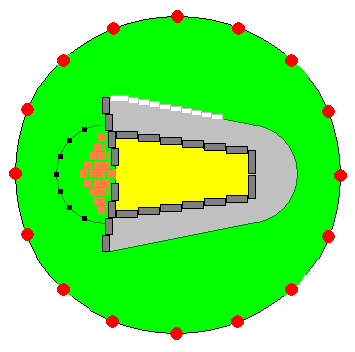
Idealtypisches Wedge Tomb Island (County Cork)

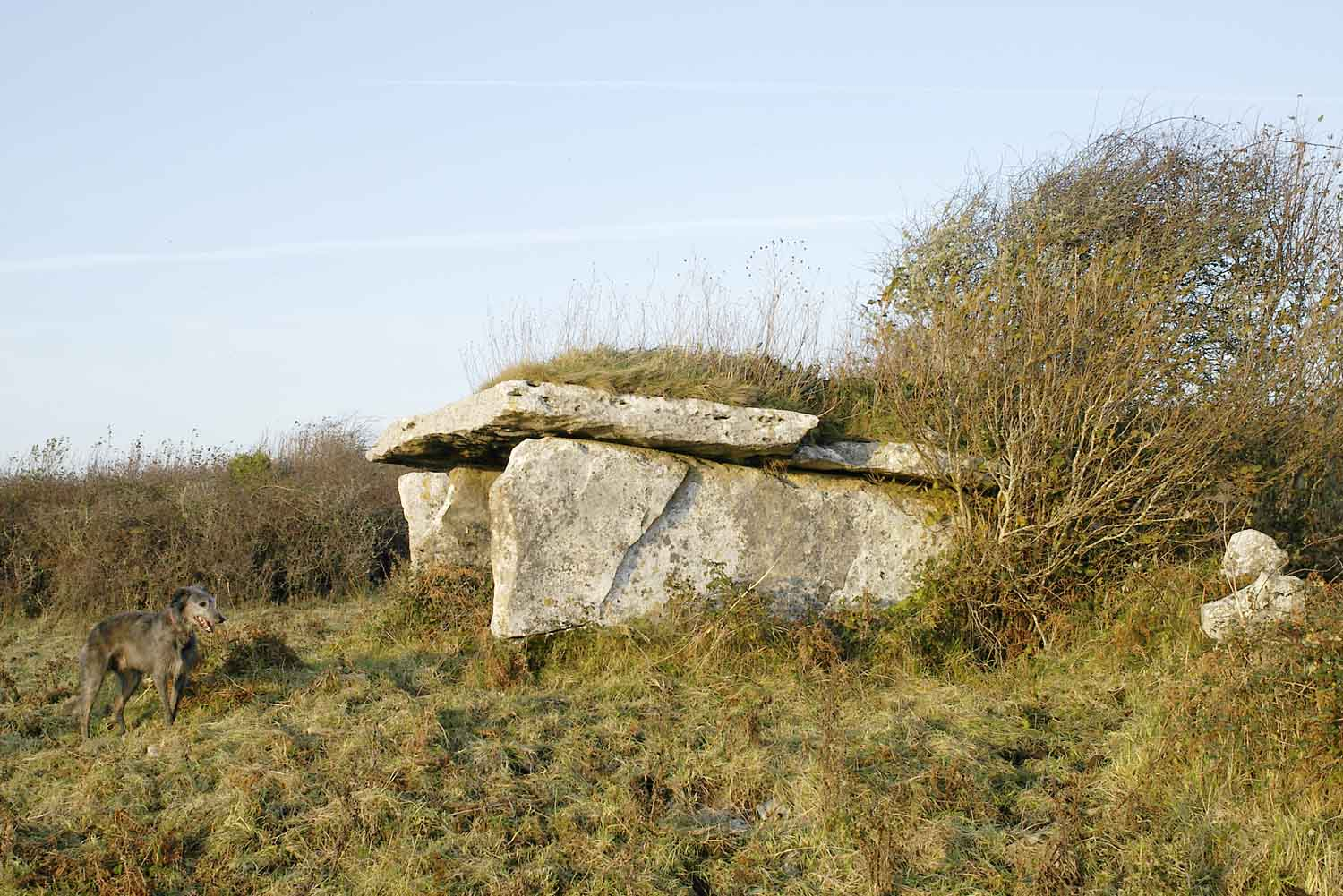
Clooneen – der Kammerrest im Burren

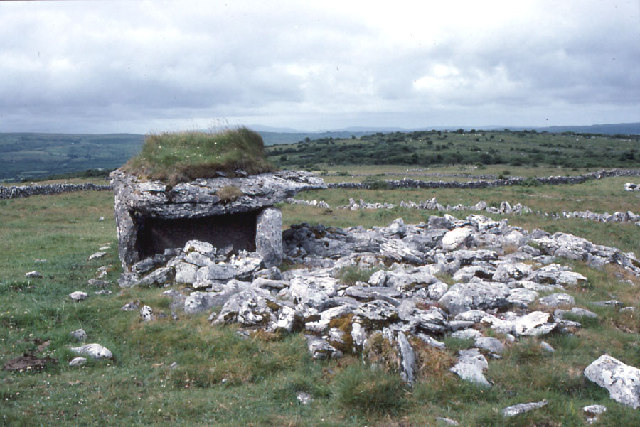
Parknabinnia im Burren

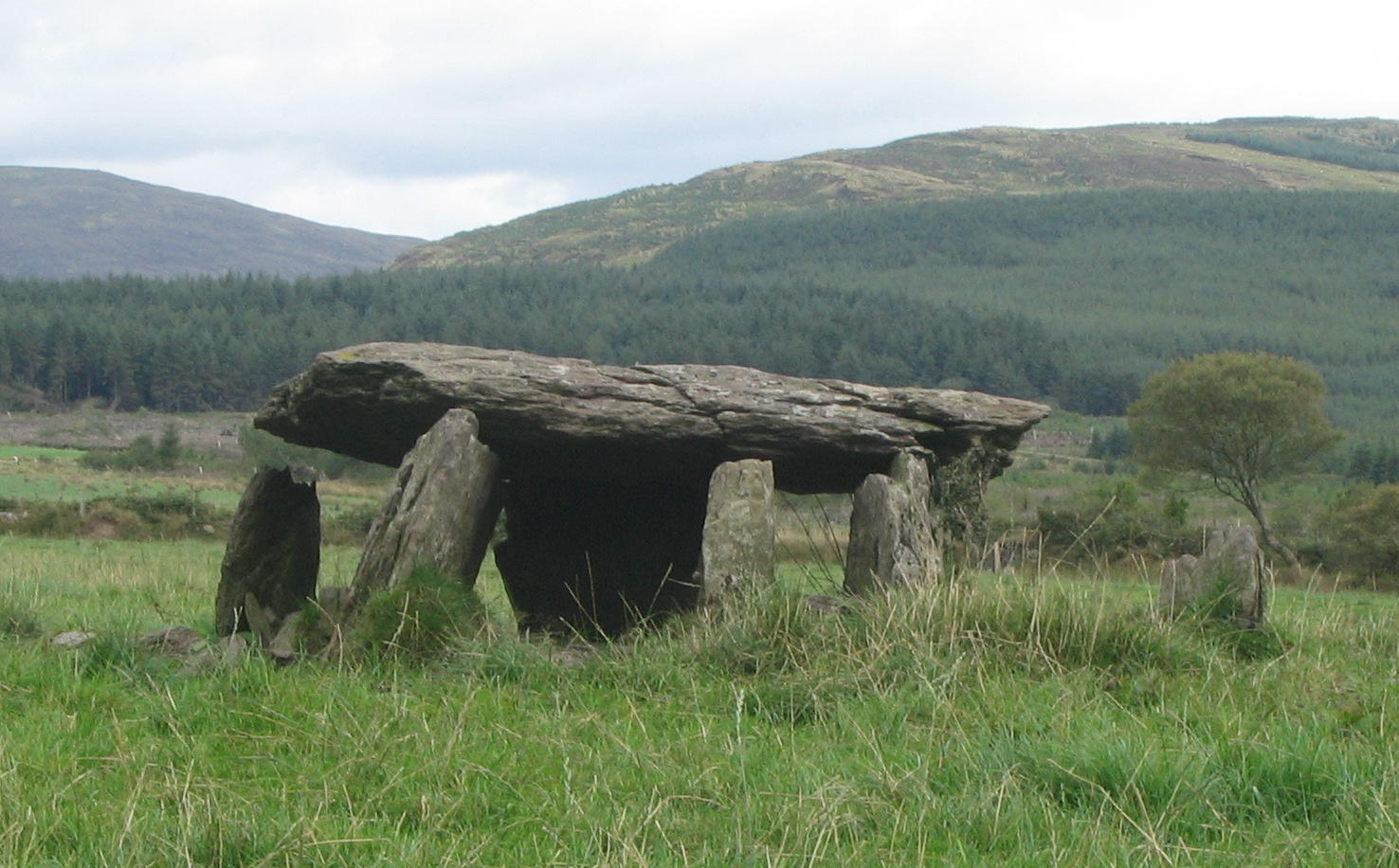
Glantane East im County Cork

Wedge Tomb (deutsch „Keilgrab“, früher auch Wedge-Shaped Gallery Grave oder Keilförmiges Galeriegrab genannt) ist eine doppelwandige, ganglose, mehrheitlich ungegliederte Megalithanlage der späten Jungsteinzeit und der frühen Bronzezeit und neben Court Tombs, Portal Tombs und Passage Tombs typisch für die Westhälfte Irlands.

## Vorkommen
In Irland sind etwa 400 (erhaltene) Wedge Tombs bekannt. Sie kommen vor allem in Munster (etwa 50 %) und der Westhälfte der Insel vor, besonders in den Countys Cork und Clare, wo allein im Burren etwa 120 bekannt sind. In Leinster sind es 15. Im County Waterford im Südosten der Insel finden sich nur zwei Exemplare (Carrickavrantry und Munmahoge). Einige liegen im Westen Nordirlands, dabei aber nicht in den Countys Armagh und Down im Osten.
Im restlichen Vereinigten Königreich finden sich etwa 50 auf den Scilly-Inseln und 20 in Cornwall und Wales (Parc-y-Cromlech bei Fishguard in Pembrokeshire).

## Aufbau
Wedge Tombs sind hauptsächlich aus senkrecht gestellten Kalksteinplatten erstellt und durch eine Galerie aus gerichteten seitlichen Tragsteinen charakterisiert, deren Höhe vom westlichen zum östlichen Ende hin abnimmt. Die Galerie ist im Grundriss mitunter rechteckig, zumeist aber ebenfalls keilförmig, mit einer Endplatte versehen und selten mannshoch. Platten, die auf den Tragsteinen liegen, bedecken den Innenraum. Die Bauten wurden von einem Steinhügel aus etwa kopfgroßen Steinen bedeckt, der von einer parallel zur Kammerwand verlaufenden, zumeist aber niedrigeren Außenmauer gefasst wird, die oft nicht erhalten ist. Die Seitenwände bestanden aus Doppelreihen von Steinen (in einigen Fällen drei), die als Doppel- oder Dreifachwände bezeichnet werden. Die noch wenig untersuchten Anlagen haben im kontinentalen Megalithgebiet nirgendwo Parallelen und sind in Irland regional unterschiedlich gestaltet. Sie werden in einen nördlichen und einen südlichen Typ unterteilt, wobei der Übergang fließend ist. Das Keilgrab kann am Eingang eine niedrige Fassade (wie Island im County Cork) haben. Üblicherweise sind Wedge Tombs West-Ost orientiert. Der zumeist im Osten liegende Zugang wird in der Regel von einem einzelnen großen Stein verschlossen.
Bei den Anlagen von Baurnadomeeny im County Tipperary mit erhaltenem Randsteinkreis, Labbacallee im County Cork, der größten Anlage dieses Typs, Loughmacrory III im County Tyrone und Wedge Tomb von Boviel im County Londonderry wurden kleine Vorkammern festgestellt. Anlagen wie Ballyedmonduff im County Dublin, die beiden Tombs in Loughash (Giant’s Grave und Cashelbane) im County Tyrone haben Vor- und Endkammern, wie sie ansonsten bei Anlagen anderen Typs in der Bretagne vorkommen. Einige Wedge Tombs sind sehr kurz. Reananiree im County Cork ist nur wenig mehr als einen Meter lang. Andere sind von einem Steinkreis eingefasst oder haben einen gepflasterten Vorhof und niedrige Steinsäulen vor dem Zugang (sh. Bild). Bei Knockoneill im County Londonderry könnte es sich um ein nachträglich in ein Wedge Tomb umgebautes Court Tomb handeln.

## Funde
Die Funde in den etwa 20 ausgegrabenen Wedge Tombs sind im Vergleich zu den anderen Grabtypen Irlands mager. In 17 Fällen wurden Bestattungen gefunden und in 14 Fällen waren es Einäscherungen. Bei drei Anlagen wurden Bestattungen und Einäscherungen vorgenommen und an einer Stelle nur Bestattungen. 
In der gestörten Hauptkammer von Baurnadomeeny wurden primäre Einäscherungen erkannt; eine befand sich in einer kleinen Steinkiste. Mehrere andere wurden von einem Cairn bedeckt, außerhalb des Grabes gefunden. Es war möglich, eine Anzahl erwachsener Männer und Frauen sowie einige Jugendliche und Kinder zu identifizieren. Am Lough Gur gab es mindestens 12 Bestattungen und in Island wurden drei primäre Einäscherungen gefunden, von denen eine Frau im Alter von mehr als 60 Jahren war. 
Neolithische Keramik wurde an einem halben Dutzend Fundstellen gefunden, in den meisten Fällen in eindeutig primären Positionen. Grobe Ware wurde an etwa acht und Becherkeramik an zehn Stellen gefunden. Diese hochwertige Ware war ab der Mitte des 3. Jahrtausends v. Chr. in Europa verbreitet. Es gibt Diskussionen darüber, ob die Menschen, die Becherware verwendeten, einige oder die meisten Keilgräber gebaut haben, da diese in der Bretagne normalerweise bei Nachbestattungen gefunden wurden. In lediglich einem irischen Wedge Tomb wurde die Becherkeramik als primäre Beigabe erachtet. Außerdem wurden wenige Feuersteinwerkzeuge gefunden. An drei Fundorten wurden in Verbindung mit Becherware mit Widerhaken und Stacheln versehene Pfeilspitzen gefunden.